# BEGIN 〜いくつもの冬を越えて〜
「BEGIN 〜いくつもの冬を越えて〜」（ビギン 〜いくつものふゆをこえて〜）は、日本の女性歌手、広瀬香美の17枚目のシングル。

## 解説
- 2000年1月13日にビクターエンタテインメントよりリリースされた。
- 「アルペン」CM曲。
- アルバム『Music D.』からのシングル・カット（厳密には11曲目収録「BEGIN～1999's style～」の別バージョン）。
- C/W「Moon-Rocket」も『Music D.』からのシングル･カット（9曲目収録「ムーンロケット」の英語バージョン）。

## 収録曲
作詞・作曲：広瀬香美　編曲：井上ヨシマサ（1.2）野崎貴朗（3.4）
1. BEGIN 〜いくつもの冬を越えて〜
2. BEGIN (Quiet Driver＊2 Over Grund XXX Mix)
3. Moon-Rocket
4. Moon-Rocket (S.W. Mix for Halfpipe)

## 収録アルバム
- Music D. (#1、1999's Style)
- Alpen Best Kohmi Hirose (#1)
- SINGLE COLLECTION (#1)
- THE BEST "1992-2018" + "雪"Setlist Non-Stop Mix (#1)